# Harrick Maury
Pour les articles homonymes, voir Maury.
Harrick Maury est un ingénieur du son français.

## Filmographie (sélection)

### Cinéma
- 1971 : Le Mans de Lee H. Katzin
- 1972 : Continental Circus de Jérôme Laperrousaz
- 1973 : La Nuit américaine de François Truffaut
- 1975 : Hu-Man de Jérôme Laperrousaz
- 1978 : Le Pion de Christian Gion
- 1979 : L'Associé de René Gainville
- 1979 : Au bout du bout du banc de Peter Kassovitz
- 1982 : Qu'est-ce qui fait courir David ? d'Élie Chouraqui
- 1983 : Au nom de tous les miens de Robert Enrico
- 1984 : Viva la vie de Claude Lelouch
- 1985 : Subway de Luc Besson
- 1986 : On a volé Charlie Spencer de Francis Huster
- 1986 : Mauvais Sang de Leos Carax
- 1988 : La vie est un long fleuve tranquille d'Étienne Chatiliez
- 1989 : Comédie d'été de Daniel Vigne

### Télévision
- 1994-1999 : Maigret (12 épisodes)

## Distinctions

### Récompenses
- César 1986 : César du meilleur son pour Subway

### Nominations
- César 1976 : César du meilleur son pour Hu-Man